# 남부주 (카메룬)

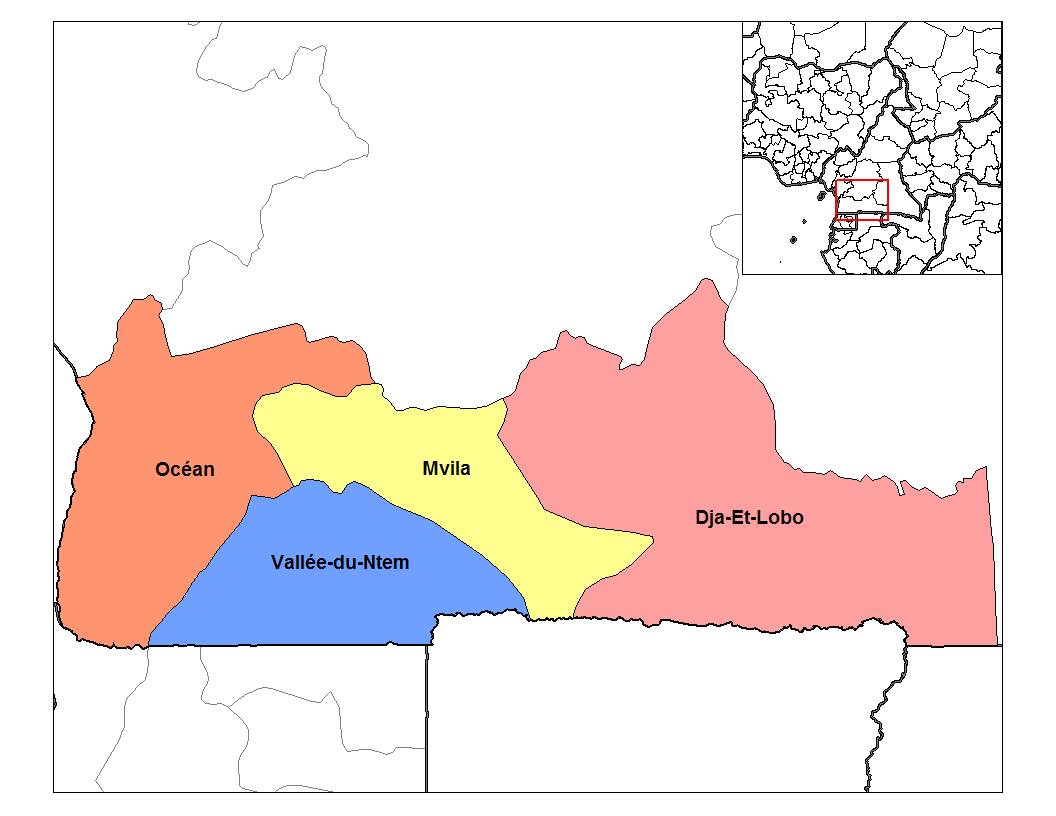
남부 주

남부주(프랑스어: Province du Sud)는 카메룬 서남부에 있는 주로 주도는 에볼로와이다. 이 외에 크리비, 캄포 등의 도시가 있다. 인구(1987년 조사 기준)는 373,798명(인구밀도는 8명)이고 면적은 47,110km2이다.

## 지리

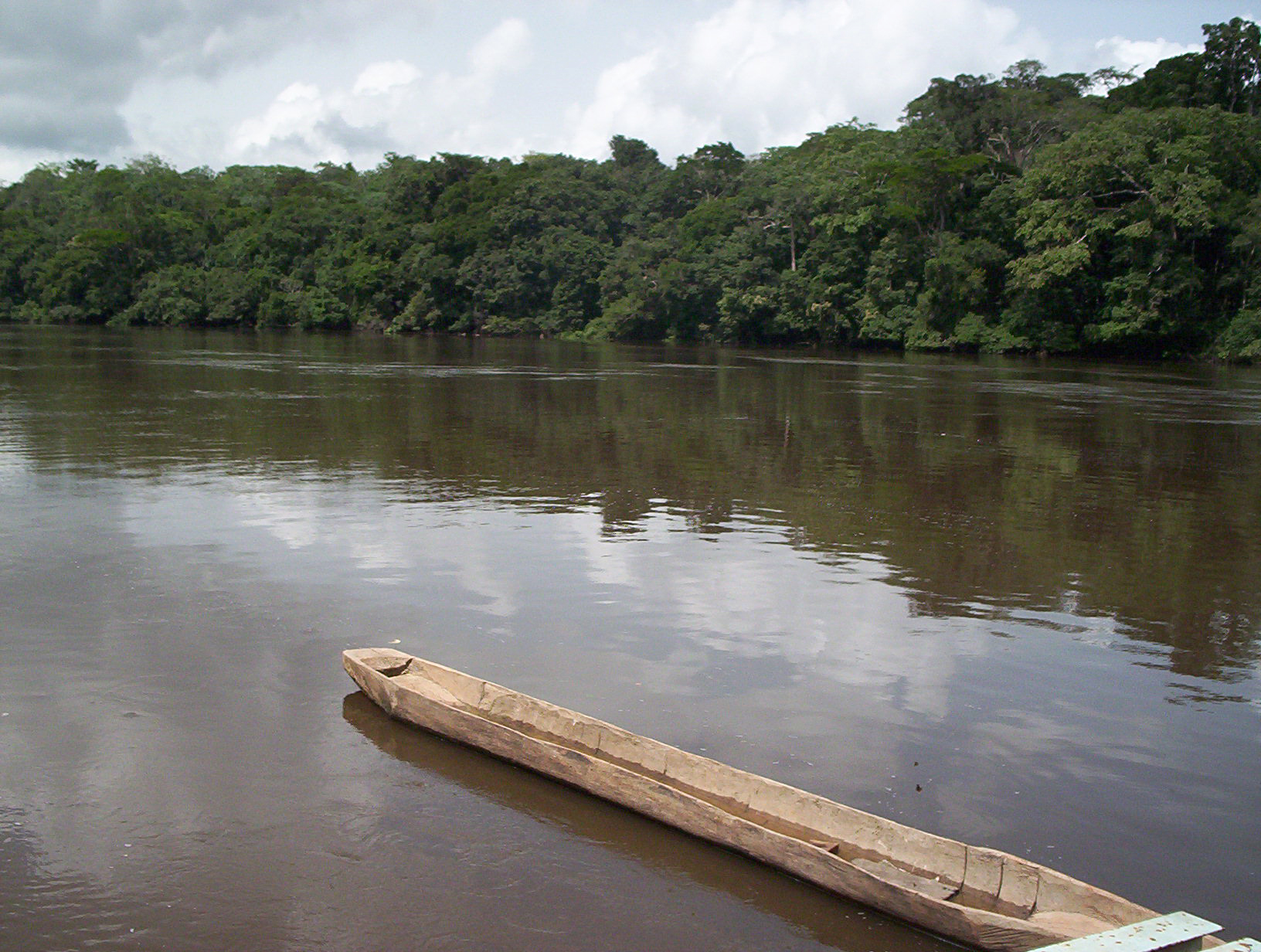
자 강

자 강(720km)과 로보 강이 흐른다.

## 인구
| 연도    | 인구    | ±% p.a. |
| ------- | ------- | ------- |
| 1976    | 315,202 | —       |
| 1987    | 373,798 | +1.56%  |
| 2005    | 634,655 | +2.98%  |
| 2015    | 749,552 | +1.68%  |
| source: |         |         |

## 교통

### 공항
크리비 공항이 있다.